# Áustria nos Jogos Olímpicos de Verão de 2024
Áustria participou dos Jogos Olímpicos de Verão de 2024, realizados em Paris, na França. Foi a 29.ª aparição do país nos Jogos Olímpicos de Verão desde a estreia na primeira edição moderna em Atenas 1896, sendo representado por 78 atletas que competiram em 21 esportes.
Conquistou cinco medalhas, sendo duas de ouro na vela com Valentin Bontus na Formula Kite masculina e com a dupla Lara Vadlau e Lukas Mähr na classe 470; e três medalhas de bronze, com Jakob Schubert e Jessica Pilz nos eventos masculino e feminino do combinado da escalada esportiva, respectivamente, e com Michaela Polleres na categoria até 70 kg feminino do judô.

## Medalhas
| Atleta                 | Esporte            | Evento                 | Medalha |
| ---------------------- | ------------------ | ---------------------- | ------- |
| Lara Vadlau Lukas Mähr | Vela               | 470                    | Ouro    |
| Valentin Bontus        | Vela               | Formula Kite masculino | Ouro    |
| Michaela Polleres      | Judô               | Até 70 kg feminino     | Bronze  |
| Jakob Schubert         | Escalada esportiva | Combinado masculino    | Bronze  |
| Peter Paltchik         | Escalada esportiva | Combinado feminino     | Bronze  |

## Competidores
Esta foi a participação por modalidade nesta edição:
| Esporte            | Masculino | Feminino | Total |
| ------------------ | --------- | -------- | ----- |
| Atletismo          | 4         | 3        | 7     |
| Badminton          | 1         | 0        | 1     |
| Canoagem           | 1         | 2        | 3     |
| Ciclismo           | 5         | 4        | 9     |
| Escalada esportiva | 1         | 1        | 2     |
| Ginástica          | 1         | 1        | 2     |
| Golfe              | 1         | 2        | 3     |
| Hipismo            | 5         | 3        | 8     |
| Judô               | 3         | 3        | 6     |
| Natação            | 5         | 0        | 5     |
| Natação artística  | 0         | 2        | 2     |
| Remo               | 0         | 3        | 3     |
| Saltos ornamentais | 1         | 0        | 1     |
| Taekwondo          | 0         | 1        | 1     |
| Tênis              | 1         | 1        | 2     |
| Tênis de mesa      | 1         | 1        | 2     |
| Tiro               | 3         | 2        | 5     |
| Tiro com arco      | 0         | 1        | 1     |
| Triatlo            | 2         | 2        | 4     |
| Vela               | 5         | 4        | 9     |
| Voleibol de praia  | 2         | 0        | 2     |
| Total              | 42        | 36       | 78    |